# Basilika des Allerheiligsten Sakraments (Colonia del Sacramento)

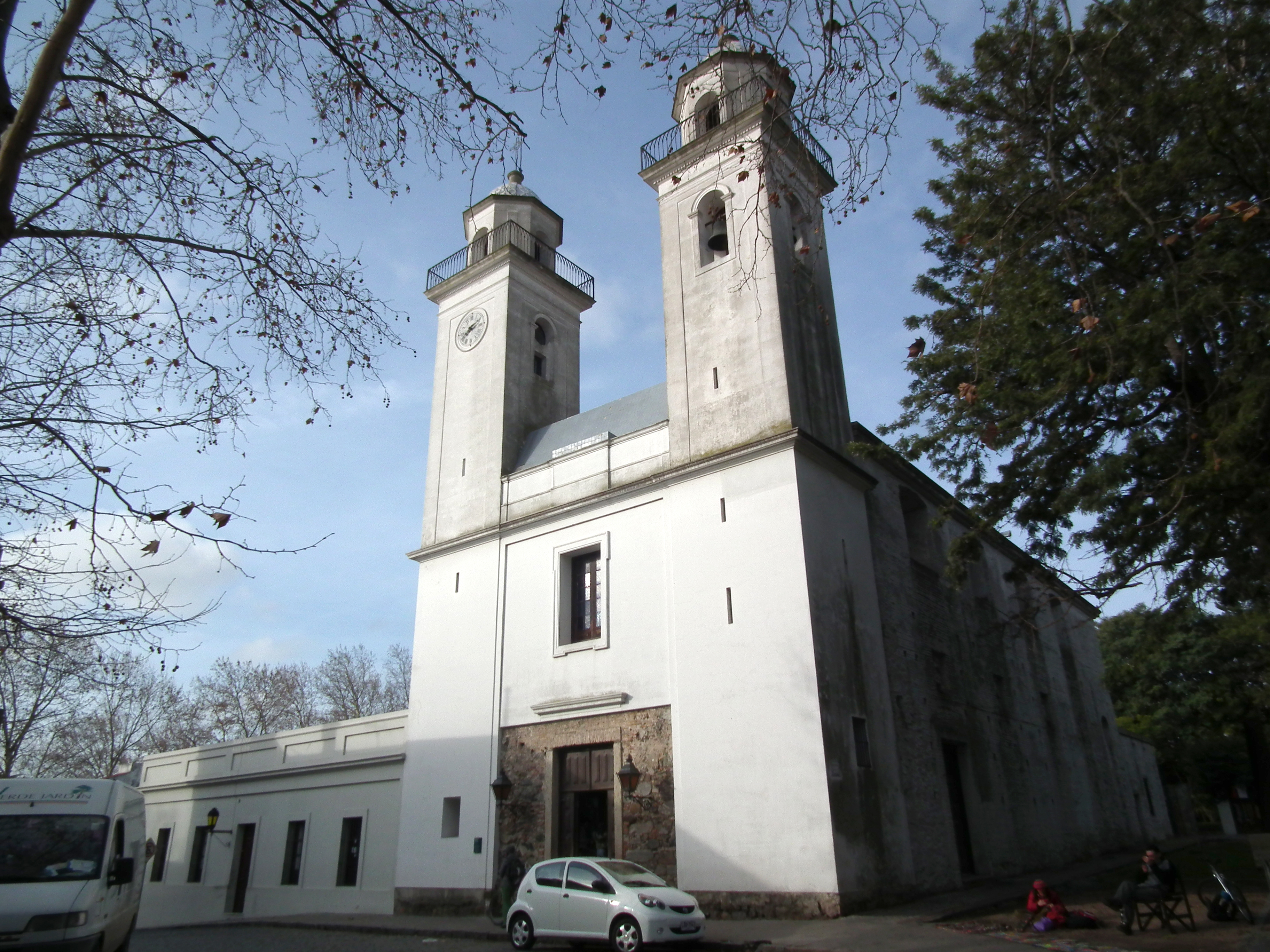
Fassade der Basilika, 2011

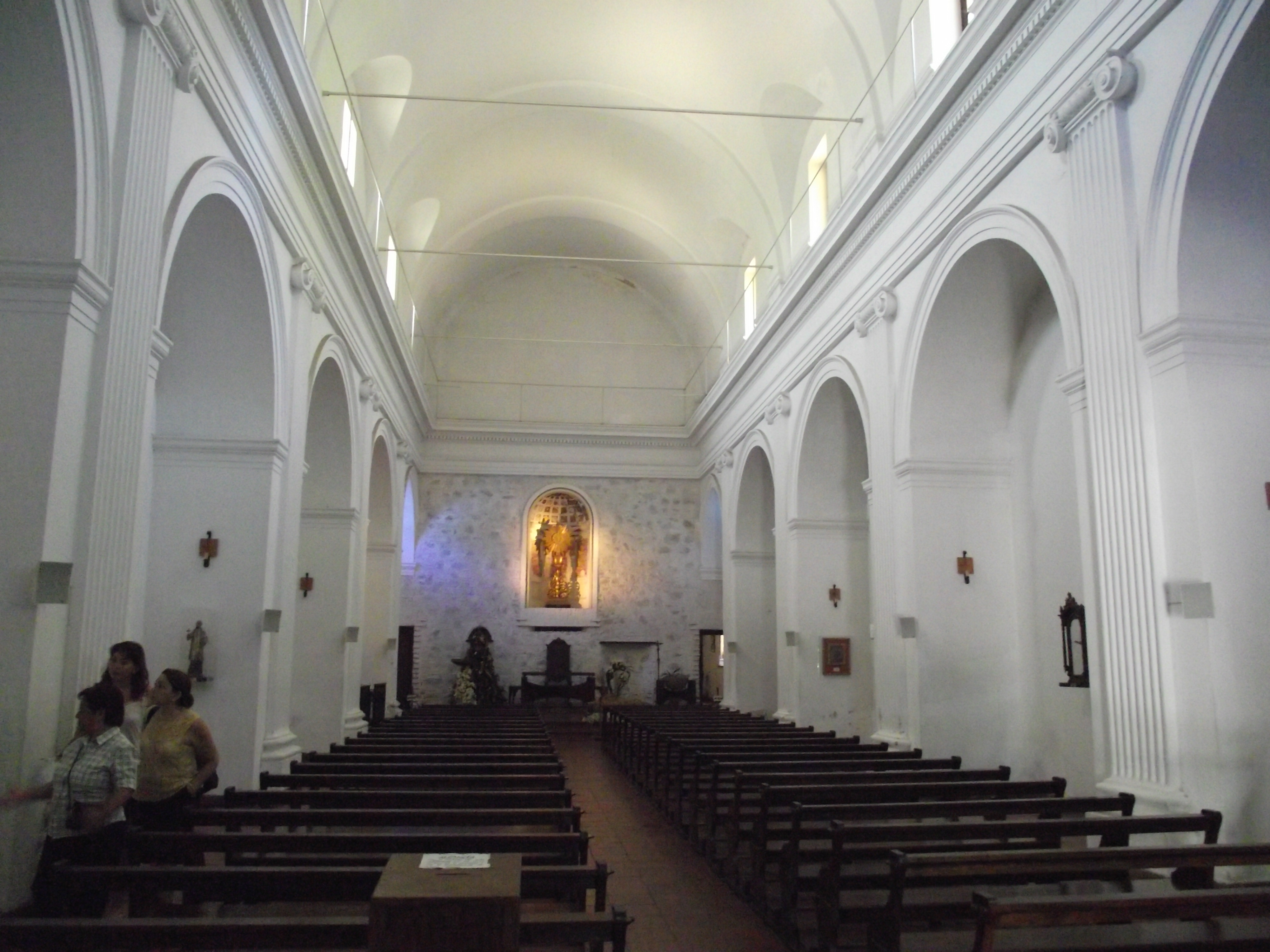
Innenraum der Basilika

Die Basilika des Allerheiligsten Sakraments (spanisch Basilica de Santíssimo Sacramento) ist eine römisch-katholische Kirche in Colonia del Sacramento, Uruguay. Die Kirche im Bistum Mercedes ist dem Heiligen Sakrament gewidmet und trägt den Titel einer Basilica minor. Obwohl sie mehrmals umgebaut wurde, gilt sie als die älteste Kirche in Uruguay. Als Teil der Altstadt von Colonia del Sacramento gehört sie zum UNESCO-Welterbe.

## Geschichte
Die Pfarre begann mit einer ersten Lehmkirche. Diese war ursprünglich ein einfacher Bauernhof aus dem Jahr 1680, dem Gründungsjahr der Stadt. 1699 wurde im Auftrag vom portugiesischen Gouverneur Sebastian de Veiga Cabral eine neue Kirche mit Stein und Kalk gebaut. Im Rahmen von Kriegen der verschiedenen Kolonialmächte Spanien, Portugal und England wurde das Bauwerk wiederholt schwer beschädigt und neu errichtet, durch Vasconcellos mit einem kreuzförmigen Grundriss. Nach der Bombardierung 1777 wurde eine neue Kirche nach Plänen von Tomás Toribio im kolonialen Stil gebaut, die 1810 geweiht werden konnte. Diese Kirche wurde aber 1823 durch einen Blitzeinschlag und die explodierende Munition in der Sakristei fast vollständig zerstört, wie auch Charles Darwin in seinem Reisetagebuch über die Ruine berichtete. Sie wurde zwischen 1836 und 1841 wieder aufgebaut.
1976 erfolgte eine wesentliche Renovierung unter den Architekten José Terra Carve, Antonio Cravotto und Miguel Ángel Odriozola. 1995 wurde die Kirche als Teil des historischen Stadtkerns von Colonia del Sacramento zum UNESCO-Welterbe erklärt. 1997 wurde die Kirche durch Papst Johannes Paul II. zur Basilica minor erhoben.

## Architektur
Die Kirche bewahrt die ursprüngliche Konzeption eines einzelnen Kirchenschiffes, das von Seitenkapellen mit portugiesischen Mauern aus Stein- und Ziegelmauerwerk flankiert und mit einem Tonnengewölbe bedeckt ist. Sie zeichnet sich durch ihre breiten Mauern, ihre Altäre und ihre schönen Schnitzereien aus. Bemerkenswert ist auch ein Altarbild aus dem 16. Jahrhundert. Aus den Vorgängerbauten sind noch ein Taufbecken, ein spanischer Holzaltar sowie ein von den Indianern der jesuitischen Missionen geschnitztes Kruzifix und eine Figur des heiligen Franz von Assisi erhalten.